# Cambridge Muslim College

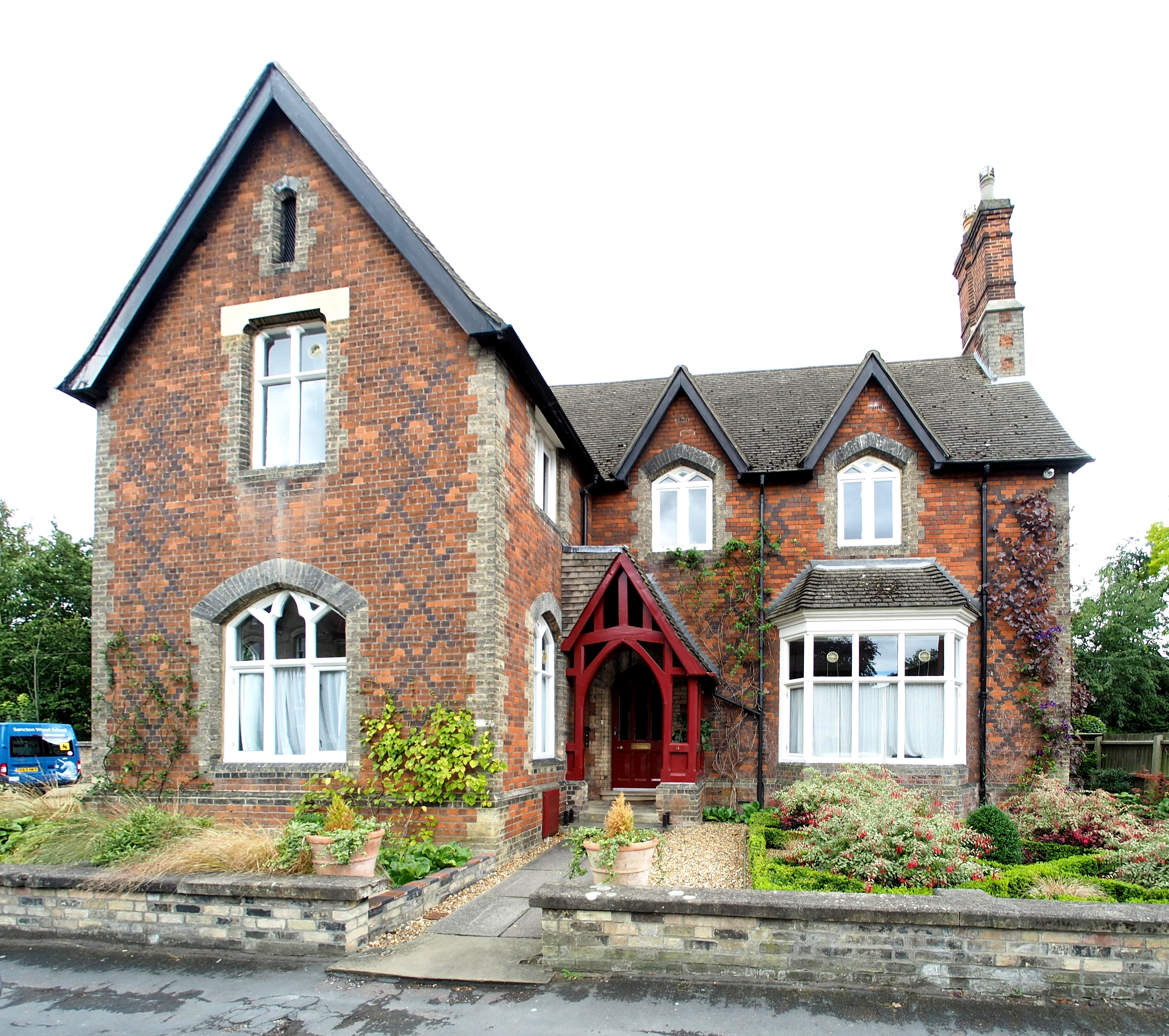
Ehemaliges, 1847 von Sir George Gilbert entworfenes Pfarrhaus. Heute Sitz des Cambridge Muslim College.

Das Cambridge Muslim College ist eingetragener gemeinnütziger Verein (registered charity) mit Sitz in der St. Paul’s Road 14 in Cambridge, Vereinigtes Königreich. Dean des Cambridge Muslim College ist Scheich Abdal Hakim Murad (Timothy Winter). Eigenen Angaben zufolge hilft die College, den Herausforderungen zu begegnen, vor denen Großbritannien heute steht. Zu seinen Zielen zählen die Aufrechterhaltung der wissenschaftliche Exzellenz, und das islamische Wissen in den Westen zu tragen.

## Trustees
- Scheich Abdal Hakim Murad, Shaykh Zayed Lecturer of Islamic Studies, Faculty of Divinity, Cambridge University
- Scheich Abdul Mabud[2], Director General, Islamic Academy, Cambridge
- Jonathan Birt, Commissioning Editor, Kube Publishing, Leicester
- Scheich Tijani Gahbiche, Arabic Language Teacher, Loughborough
- Sophie Gilliat-Ray, Director for the Centre for the Study of Islam in the UK, Cardiff University
- Christian Abdul Hadi Hoffmann, Islamic Affairs Consultant, Berlin, Germany
- David F. Ford, Regius Professor of Divinity and Director Cambridge Inter-Faith Programme,  Cambridge University
- M.A.S. Abdel Haleem, Director, Centre of Islamic Studies, SOAS, University of London[3]

## Videos
- Dean of Cambridge Muslim College on Curriculum for Cohesion – youtube.com
- Cambridge Muslim College – youtube.com